# Bucky-Tisch

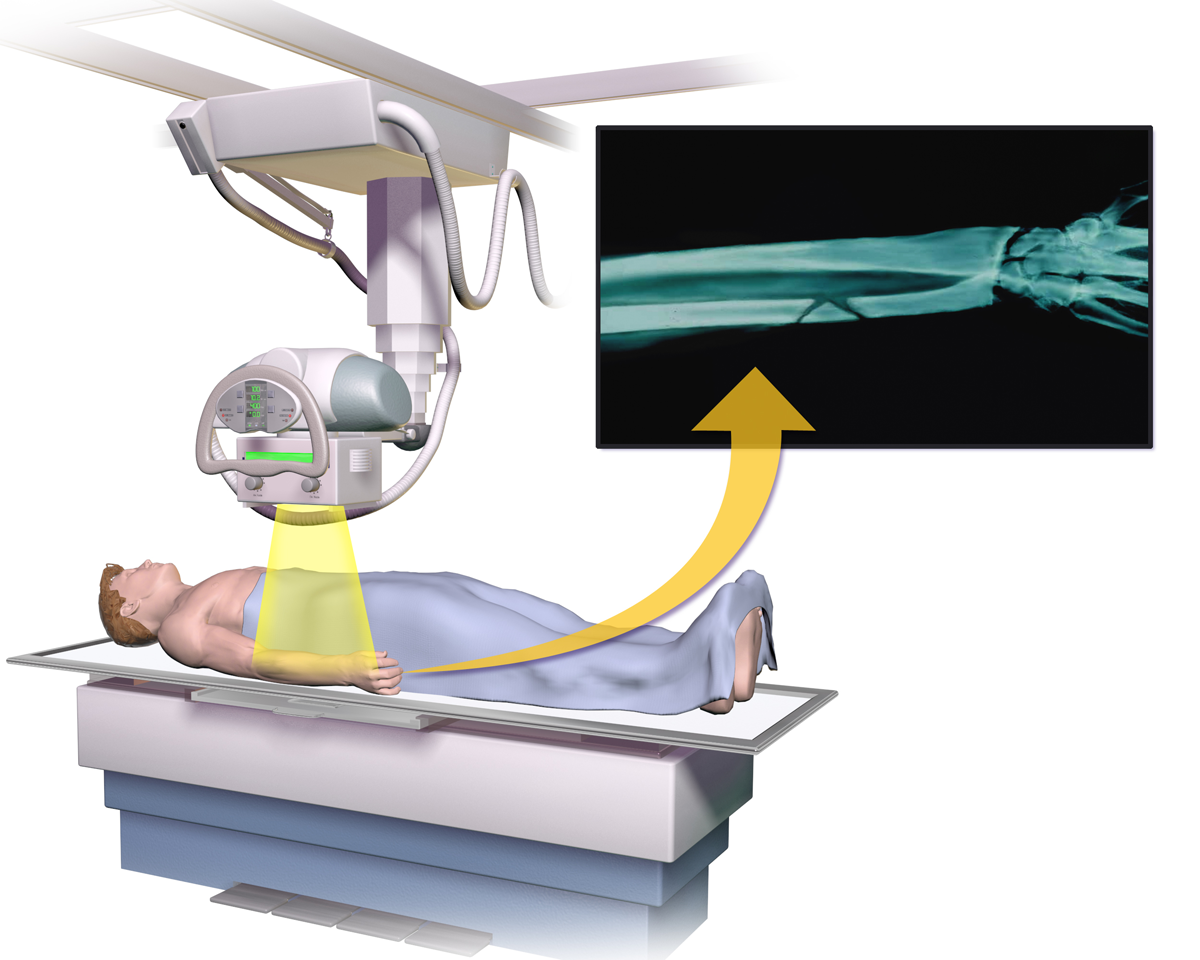
Skizze eines Bucky-Tisches mit Röntgenröhre; die Projektion der Röntgenstrahlen ist gelb eingezeichnet

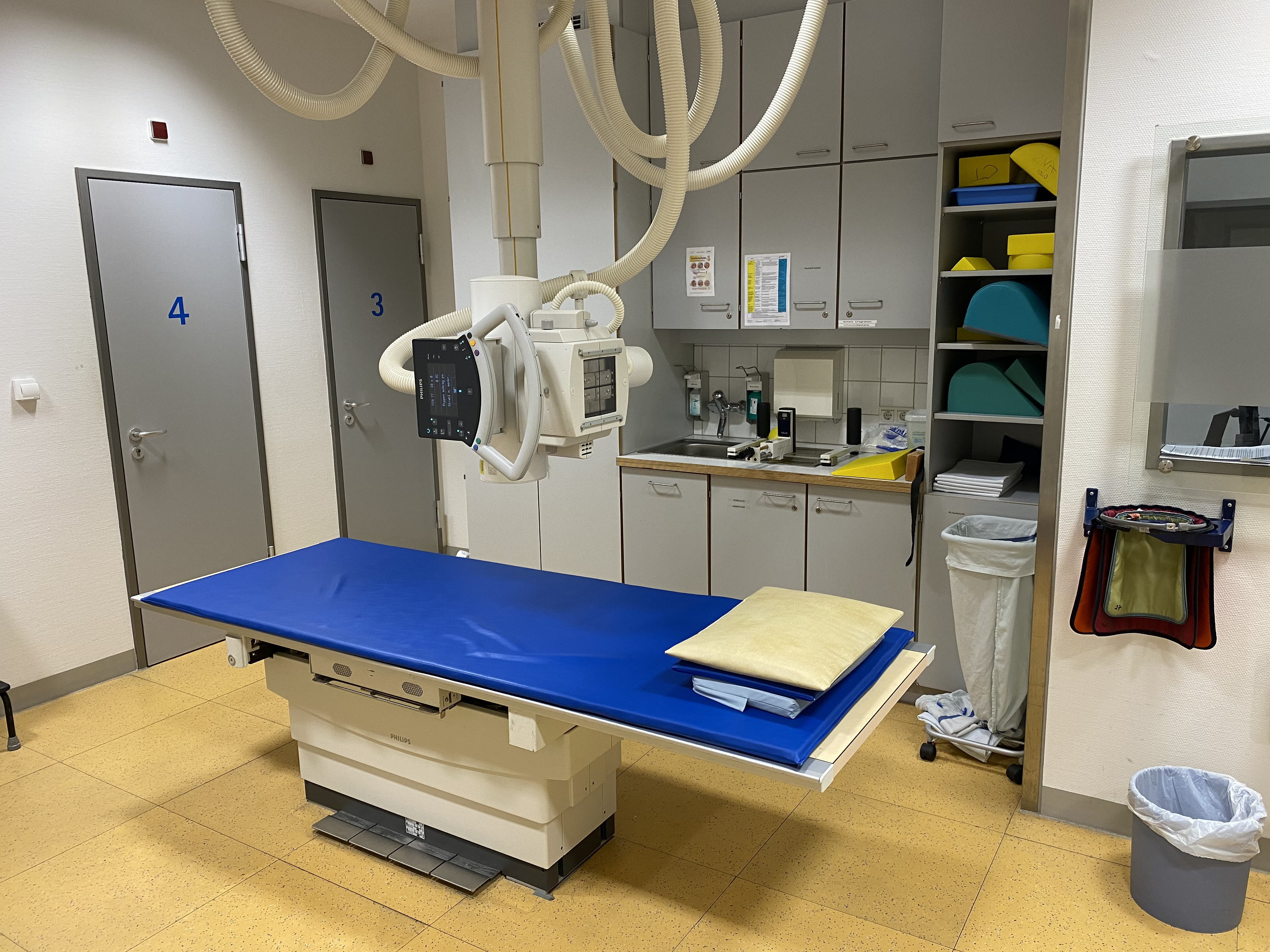
Bucky-Tisch mit darüber befindlicher Röntgenröhre am Decken-gehängten 3D-Stativ. Die Strahlrichtung der Röntgenröhre weist nach rechts in Richtung des nicht abgebildeten Rasterwandstativs, daher ist das Strahlenaustrittsfenster sichtbar. Um einen auf dem Tisch liegenden Patienten zu röntgen, müsste die Röhre um ~90° im Uhrzeigersinn geschwenkt werden.

Ein Bucky-Tisch ist eine Vorrichtung zur Erstellung von Röntgenaufnahmen. Sie wurde nach ihrem Erfinder, Gustav Peter Bucky benannt. Der Tisch besteht aus einer schwimmend gelagerten Platte, auf der der darauf liegende Patient in alle Richtungen bewegt werden kann. Die Röntgenröhre befindet sich über dem Tisch und kann auch an der Decke befestigt sein. Sie ist ebenfalls frei im Raum beweglich. Dadurch ist das System sehr flexibel einsetzbar und Aufnahmen können aus vielen Winkeln erstellt werden. Unter der Tischplatte befand sich früher eine Halterung für Röntgenkassetten oder Speicherfolien mit den Kammern für die Belichtungsautomatik. Mittlerweile werden jedoch fast ausschließlich digitale Detektoren verwendet, die unmittelbar nach der Aufnahme die Bilddaten digital an die Bedienkonsole übermitteln, wo sie nachverarbeitet und an das PACS versandt werden können. Zwischen der Tischplatte und dem Röntgendetektor befindet sich ein Streustrahlenraster. Der Bucky-Tisch gehört zur Grundausstattung jeder Röntgenabteilung und ist fast immer Teil eines Bucky-Arbeitsplatzes, der auch ein Rasterwandgerät für Aufnahmen im Stehen enthält.